# Euploea dotata
Euploea dotata är en fjärilsart som beskrevs av Hans Fruhstorfer 1900. Euploea dotata ingår i släktet Euploea och familjen praktfjärilar. Inga underarter finns listade i Catalogue of Life.